# Lombardochloa
Lombardochloa es un género monotípico de plantas herbáceas perteneciente a la familia de las poáceas. Su única especie: Lombardochloa rufa (J.Presl) Roseng. & B.R.Arrill., es originaria de Sudamérica.
Algunos autores lo incluyen en el género Briza.

## Taxonomía
Lombardochloa rufa fue descrita por (J.Presl) Roseng. & B.R.Arrill. y publicado en Anales de la Facultad de Química de Montevideo 9: 260. 1979[1982].
Etimología
El nombre del género fue otorgado en honor de Atilio Lombardo, botánico y agrostólogo uruguayo.
rufa: epíteto latino que significa "de color marrón rojizo".
Sinonimia
- Poidium rufum (J.Presl) Mattei[1]